# Michael Wink
Michael Wink (* 10. April 1951 in Esch (Bad Münstereifel)) ist ein deutscher Biologe.

## Leben
Abitur 1970 am Friedrich-Ebert-Gymnasium in Bonn. Danach Wehrpflicht bis 1971 bei den Gebirgsjägern in Mittenwald. Von 1971 bis 1977 studierte er Biologie und Chemie an der Universität Bonn. 1980 wurde Michael Wink an der Technischen Universität Braunschweig zum Dr. rer. nat. promoviert. Anschließend arbeitete er weiter dort als Postdoc und habilitierte sich 1985 für Pharmazeutische Biologie.
Seit dem Jahr 1986 arbeitete er als Heisenberg-Stipendiat der DFG am Max-Planck-Institut (MPI) für Züchtungsforschung Köln und am Genzentrum der LMU München, bis er 1988 einem Ruf der Universität Mainz auf eine C3-Professor für Pharmazeutische Biologie folgte. 1989 wechselte er an die Universität Heidelberg als Professor für Pharmazeutische Biologie (C4). Wink war von 1989 bis 2019 Direktor am Institut für Pharmazie und Molekulare Biotechnologie, Abt. Biologie. Von 1990 bis 2002 war er Dekan oder Prodekan der Fakultät für Pharmazie; von 1999 bis 2005 sowie von 2012 bis September 2018 war er Gründungs- und Studiendekan der Molekularen Biotechnologie (BSc, MSc); von 2005 bis 2007 wirkte Wink als Prodekan für Forschung an der Fakultät für Biowissenschaften. Zum 1. Oktober 2019 wurde Michael Wink emeritiert und zum Seniorprofessor ernannt.

## Arbeitsgebiete
Sekundärstoffe, Chemische Ökologie, Arznei- und Giftpflanzen, molekulare Pharmakologie, Biotechnologie, Evolution (molekulare Systematik, Phylogenie, Phylogeographie von Pflanzen und Tieren), Ornithologie.

## Auszeichnungen und Mitgliedschaften (Auswahl)

### Auszeichnungen
- 1989 Verleihung des Rheinlandtalers; Kulturpreis des Landschaftsverbands Rheinland
- 1992 Verleihung des G.-Niethammer-Preis für Ornithologie
- 2005 Aufnahme in den Ordre Universel des Chevaliers du Cep (Montpellier)
- 2008 Auszeichnung als Paul-Harris-Fellow von Rotary International
- 2012 World Owl Hall of Fame, Special Achievement Award

### Mitgliedschaft in wissenschaftlichen Beiräten und Kuratorien
- Wissenschaftlicher Beirat Institut für Vogelforschung, Wilhelmshaven, seit 2004, Vorsitzender 2009–2013
- Wissenschaftlicher Beirat Senckenberg Gesellschaft für Naturforschung, Frankfurt, seit 2007; Vorsitzender seit 2014 bis 2018
- Wissenschaftlicher Beirat Biodiversität und Klima Forschungszentrum, Frankfurt, seit 2010; Vorsitzender seit 2014 bis 2018
- Kuratorium DKFZ, seit 2005
- Regionalkoordinator bei Ornitho.de, seit 2012

## Schriften (Auswahl)

### Autor
- Wie man Männer in Schweine verwandelt und wie man sich vor solch üblen Tricks schützt. Hirzel-Verlag, Stuttgart 2020 (zusammen mit M. Niehaus)
- Food Upgrade. Smarte Ernährung mit Vitalstoffen. Scripta Manent 2019 (zusammen mit T. Klaholz)
- Karotten lieben Butter. Eine Sterneköchin, ein Arzt und ein Wissenschaftler über traditionelles Kochwissen und gesunden Genuss. Knaus, München 2018 (zusammen mit G. Frank und L. Linster)
- Medicinal plants of the World. Briza; Pretoria 2017, Second edition (zusammen mit Ben-Erik van Wyk)
- Handbuch der Arzneipflanzen. Wissenschaftliche Verlagsgesellschaft, 2015; 3. Aufl. (zusammen mit Coralie Wink und Ben-Erik van Wyk)
- Phytomedicines, Herbal drugs and Poisons. Cambridge University Press, Cambridge 2015, USA (zusammen mit Ben-Erik van Wyk)
- Ornithologie für Einsteiger. Springer Spektrum, Heidelberg 2014, ISBN 978-3-8274-2324-5, 2. Auflage als Ornithologie für Einsteiger und Fortgeschrittene. Springer Spektrum, Berlin 2025, ISBN 978-3-662-57425-6 (Digitale Ausgabe: ISBN 978-3-662-57426-3)
- Evolutionsbiologie. Komplett überarbeitete 3. Aufl. Springer, Heidelberg 2013 (zusammen mit Volker Storch und Ulrich Welsch).
- Mind-altering and poisonous plants of the world. BRIZA, Pretoria 2008 (zusammen mit Ben-Erik van Wyk)[4]
- Handbuch der giftigen und psychoaktiven Pflanzen. WVG, Stuttgart 2008, ISBN 978-3-8047-2425-9 (zusammen mit Coralie Wink und Ben-Erik van Wyk)
- Evolutionsbiologie. Komplett überarbeitete 2. Aufl. Springer, Heidelberg 2007, ISBN 978-3-540-36072-8 (zusammen mit Volker Storch und Ulrich Welsch)
- Die Vögel des Rheinlandes (Nordrhein). Ein Atlas der Brut- und Wintervogelverbreitung 1990–2000. Romneya Verlag, Dossenheim 2005 (zusammen mit Christian Dietzen und Benedikt Giessing)
- Handbuch der Arzneipflanzen. Ein illustrierter Leitfaden (Medicinal plants of the World, 2004). 2. Aufl. WVG, Stuttgart 2004, ISBN 3-8047-2069-2 (zusammen mit Ben-Erik van Wyk und Coralie Wink).[5]
- Die Vögel des Rheinlandes (Beiträge zur Avifauna Rheinland). Romney-Verlag, Dossenheim
  - Bd. 3: Atlas der Brutvogelverbreitung im Rheinland. 1987
  - Bd. 4: Atlas der Wintervogelverbreitung. 1990

### Herausgeber
- Entwicklung – Wie aus Prozessen Strukturen werden. Heidelberger Jahrbücher Online, Band 5. Heidelberg University Publishing.pp 266 2020 (zusammen mit J. Funke)
- Schönheit: Die Sicht der Wissenschaft (Heidelberger Jahrbücher Online Band 4). Heidelberg University Publishing 2019 (zusammen mit J. Funke)
- Perspektiven der Mobilität. Heidelberger Jahrbücher Online, Band 3 Heidelberg University Publishing 2018 (zusammen mit J. Funke)
- Wissenschaft für Alle: Citizen Science. Heidelberger Jahrbücher Online, Band 2, Heidelberg University Publishing 2017 (zusammen mit J. Funke)
- Stabilität im Wandel. Heidelberger Jahrbücher Online, Band 1, Heidelberg University Publishing 2016 (zusammen mit J. Funke)
- Altruismus und Gewalt. Interdisziplinäre Annäherungen an ein grundlegendes Thema des Humanen. Schriften des Marsilius-Kollegs, Band 14; Wintersche Verlagsbuchhandlung, Heidelberg 2015 (zusammen mit A. Kämmerer, T. Kuner, T. Maissen)
- Universität Heidelberg: Menschen, Lebenswege, Forschung. Gesellschaft der Freunde Univ. Heidelberg, 2013. (zusammen mit M. Hilgert)
- Menschen-Bilder – Darstellungen des Humanen in der Wissenschaft. (Heidelberger Jahrbücher, Bd. 54), Springer Heidelberg 2012 (zusammen mit M. Hilgert)
- Biochemistry of plant secondary metabolism (Annual Plant Reviews; Bd.; 40). Wiley-Blackwell, Chichester 2010, ISBN 978-1-405-18397-0.
- Functions and Biotechnology of plant secondary metabolites (Annual Plant Reviews; Bd.; 39). Wiley-Blackwell, Chichester 2010, ISBN 978-1-405-18528-8.
- Molekulare Biotechnologie. Konzepte, Methoden und Anwendungen. 2. Aufl. Wiley-VCH, Weinheim 2011, ISBN 978-3-527-32655-6.[6]
- Milieu und Vererbung (Heidelberger Jahrbücher; Bd. 45).  Springer, Heidelberg 2001, ISBN 3-540-42573-X.
- Trends in Medicinal Plant Research. Screening, biotechnology and rational phytotherapy. Romneya-Verlag, Dossenheim 2001, ISBN 3-934502-02-4 (zusammen mit Eckhart Wildi).
- Lupin. An Ancient Crop for the New Millennium. Proceedings of the 9th International Lupin Conference, Klink/Müritz, Germany, 20-24 June, 1999. Romneya-Verlag, Dossenheim 1999, ISBN 3-934502-00-8 (zusammen mit E. van Santen, S. Weissmann und P. Roemer im Auftrag der International Lupin Association, Canterbury, New Zealand).
- Biochemistry of plant secondary metabolism (Annual Plant Reviews; Bd. 2). Sheffield Academic Press and CRC Press, Sheffield 1999, ISBN 0-8493-4085-3.
- Function of plant secondary metabolites and their exploitation in biotechnology (Annual Plant Reviews; Bd. 3). Sheffield Academic Press and CRC Press, Sheffield 1999, ISBN 0-8493-4086-1.
- Alkaloids. Biochemistry, ecology and medicinal applications. Plenum, New York 1998, ISBN 0-306-45465-3 (zusammen mit Margaret F. Roberts).
- Phytotherapie bei Störungen und Erkrankungen des Nervensystems. Rheinheimer-Verlag, Frankfurt/M. 1998, ISBN 978-3-93150-702-2 (zusammen mit Sigrun Chrubasik).
- PCR im medizinischen und biologischen Labor. Handbuch für den Praktiker. GIT-Verlag, Darmstadt 1994, ISBN 3-928865-13-7 (zusammen mit H. Wehrle).
- Die Vögel im Großraum Bonn. Mit einem Atlas der Brutverbreitung (Beiträge zur Avifauna Rheinland; Bd. 27/28). Kilda-Verlag, Greven 1984/87 (zusammen mit G. Rheinwald und Hans-Eckart Joachim).
  - Bd. 1: Singvögel. 1984.
  - Bd. 2: Nichtsingvögel. 1987.

- PeerJ: Academic und Section editor[7]
- Diversity: Editor-in-Chief, seit 2009[8]
- Heidelberger Jahrbücher, seit 2007[9]
- Heidelberger Jahrbücher Online, seit 2016 (mit J. Funke), Heidelberg: Heidelberg University Publishing (Digitalisat)
- Journal of Ornithology: Section Editor, seit 2006[10]
- Biotechnology Journal: Senior Editor, seit 2008[11]